# Harry Holtzman
Harry Holtzman (* 8. Juni 1912 in New York; † 25. September  1987 in Lyme, Connecticut) war ein amerikanischer Maler der abstrakten Kunst, Mitbegründer der Künstlervereinigung American Abstract Artists und ein enger Freund, Erbe und Herausgeber der kunsttheoretischen Schriften Piet Mondrians.

## Leben und Wirken
Holtzmann zeigte bereits mit vierzehn Jahren Interesse für die zeitgenössische Kunst. Angeregt durch seinen High-School-Lehrer besuchte er 1926 die International Exhibition of Modern Art im  Brooklyn Museum, wo er sich mit den Werken führender europäischer und amerikanischer Künstler, darunter Max Ernst, Wassily Kandinsky, aber auch Man Ray und  Georgia O’Keeffe, vertraut machte.
Von 1928 bis 1933 besuchte er die Kunstschule Art Students League, beteiligt sich an der Selbstverwaltung der Vereinigung und gab deren Vierteljahreszeitschrift heraus. Durch sein Engagement konnten die deutschen Künstler George Grosz und Hans Hofmann als Lehrer gewonnen werden. Er besuchte die Anatomie-Klasse bei George Bridgman, anschließend mit seinem Freund, dem Künstler Burgoyne Diller ab Herbst 1932 die Klasse von Hofmann, dessen Assistent er wurde. Als Hofmann eine eigene Kunstschule gründete, war Holtzman dort bis 1935 Lehrer.
Auf Dillers Rat besuchte Holtzmann mit ihm im Januar 1934 die Ausstellung des New Yorker Kunstsammlers Albert Gallatin in dessen Museum of Living Art und war sofort tief von Mondrians Werk beeindruckt. Im Dezember desselben Jahres, im Alter von 22 Jahren, reiste er nach Paris, um den älteren Künstler in seinem Atelier in der Rue du Depart 26 (in der Nähe des Gare Montparnasse) aufzusuchen und um sich mit ihm über dessen Theorien und Arbeitsweise auszutauschen. Daraus entwickelte sich eine enge Freundschaft. Holtzman blieb vier Monate in Paris und lernte nicht zuletzt Jean Hélion kennen, der ihn anregte, nach seiner Rückkehr eine Vereinigung amerikanischer abstrakter Künstler zu gründen. Von 1936 bis 1937 war er in der Abteilung für Wandmalerei des Federal Art Project (FAP) tätig, dessen Direktor Diller war. 1936 war Holtzman Mitbegründer der Künstlervereinigung American Abstract Artists, zu deren Mitgliedern Piet Mondrian gehörte. Kurz nach dem Ausbruch des Zweiten Weltkriegs unterstützte er 1940 Mondrians Auswanderung von London nach New York und trug dort zu seinem Unterhalt bei.
Mondrian starb 1944 an Lungenentzündung, Holtzman war sein alleiniger Erbe. Nach seinem Tod öffnete Holtzman zu Ehren seines Freundes dessen Studio in der 15 East 59th Street in New York für sechs Wochen, um es für Freunde und an seiner Kunst interessierte Menschen zugänglich zu machen. Außerdem fotografierten er und sein Freund Fritz Glarner das Studio in Schwarz-Weiß sowie in Farbe und überlieferten es auf diese Weise als Kunstwerk The Wall Works der Nachwelt.
Nach dem Krieg wurde Holtzman im Jahr 1947 Mitglied des Institute for General Semantics, wo er mit Alfred Korzybski bis 1954 lehrte. Später gab er das Journal Trans/Formation: Arts, Communications, Environment heraus. Viele Jahre nahm er an den Konferenzen des National Committee on Art Education, ausgerichtet vom Museum of Modern Art, teil. Von 1950 bis 1975 war er Mitglied der Kunstabteilung am Brooklyn College der City University of New York. 1986 gab er die gesammelten Schriften Piet Mondrians unter dem Titel The New Art – the New Life: The Collected Writings of Piet Mondrian heraus.
Holtzman lebte und arbeitete in Lyme, Connecticut. Er war verheiratet mit Elizabeth McManus Holtzman; seine Kinder sind der Architekt Jason Holtzman und die beiden Töchter Jackie und Madalena.
Die „Harry Holtzman Papers“ in Form von Briefen, Fotografien, Filmen und anderen Dokumenten, die sich hauptsächlich auf das Werk Mondrians beziehen, werden in der Beinecke Rare Book and Manuscript Library der Yale University in New Haven, Connecticut, aufbewahrt.